# Calogero (album)
Calogero è il secondo album in studio del cantante francese Calogero, pubblicato nel 2002.

## Tracce
1. En apesanteur
2. Aussi libre que moi
3. Tien An Men
4. Prouver l'amour
5. Prendre racine
6. À la gueule des noyés
7. Une Dernière Chance
8. Juste un peu de silence (duetto con Yvette Hammond)
9. Je vis là où tu m'as laissé
10. Partir ou Rester
11. Le Plus Beau Jour + L'Européen (traccia nascosta)